# POSCO
POSCO (в минулому Pohang Iron and Steel Company кор. 포스코 Пхосикхо — міжнародна транснаціональна корпорація-конгломерат зі штаб-квартирою в Пхохані, Республіка Корея. Корпорація об'єднує численні дочірні підприємства у різних галузях економіки. Серед основних напрямів діяльності: металургія, торгівля, будівництво, енергетика, інформаційні технології, хімічна промисловість, тощо. POSCO неодноразово визнавалась найконкурентнішою металургійною компанію світу, другою найбільшою металургійною компанією світу за ринковою вартістю, найприбутковішою металургійною компанією Азії, однією з найшанованіших металургійних компаній світу, найшанованішою компанією в Республіці Корея протягом (12 років поспіль). У 2012 році компанію було визнано 146 найбільшою корпорацією світу за рейтингом Fortune global 500.
Основний бізнес компанії — металургія. Компанія керує двома металургійними заводами в Республіці Корея (Пхоханський металургійний комбінат і Кван'янський металургійний комбінат) та багатьма поза її межами (в США, Індонезія, Китай, Бразилія, тощо). У 2014 році сукупне виробництво сталі склало 41,428 мільйони тонн, — п'ятий показник у світі після ArcelorMittal, NSSMC, Hebei та Baosteel. 
POSCO є власником і основним спонсором футбольної команди «Пхохан Стілерс», неодноразового переможця Ліги чемпіонів АФК. 

## Фінансово-економічні показники
Консолідована звітність за останні три роки:

POSCO Center в м. Сеул

| Показник                                   | 2012  | 2013  | 2014  | до попереднього року |
| ------------------------------------------ | ----- | ----- | ----- | -------------------- |
| Виробництво сталі, тис. тон                | 39702 | 38261 | 41428 | 8,30 %               |
| Продажі, млрд вон                          | 63604 | 61865 | 65098 | 5,20 %               |
| Прибуток від основної діяльності, млрд вон | 3653  | 2996  | 3214  | 7,30 %               |
| Чистий прибуток, млрд вон                  | 2386  | 1355  | 557   | -58,9 %              |
| Маржа, %                                   | 5,7   | 4,8   | 4,9   | 2,10 %               |
| Активи, млрд вон                           | 79266 | 84455 | 85252 | 0,90 %               |
| Зобов'язання, млрд вон                     | 36837 | 38633 | 39961 | 3,40 %               |
| Зобов'язання до власного капіталу, %       | 86,8  | 84,3  | 88,2  | 4,60 %               |
| Капітал, млрд вон                          | 42429 | 45822 | 45291 | -1,20 %              |
| Рентабельність капіталу, %                 | 5,7   | 3,1   | 1,2   | -61,3 %              |

## Кредитний рейтинг
Кредитні рейтинги найвідоміших рейтингових агентств:
| Агентство | 2010          | 2011          | 2012            | 2013            | 2014            |
| --------- | ------------- | ------------- | --------------- | --------------- | --------------- |
| S&P       | A (Stable)    | A- (Negative) | BBB+ (Stable)   | BBB+ (Negative) | BBB+ (Negative) |
| Moody's   | A2 (Negative) | A3 (Negative) | Baa1 (Negative) | Baa2 (Stable)   | Baa2 (Stable)   |

## Дочірні компанії
Дочірні компанії в Республіці Корея
Металургія
- POSCO C&C
- POSCO P&S
- SNNC
- POSCO AST
- POSCO TMC
- Poshimetal

Торгівля
- POSCO DAEWOO (Daewoo International)Штаб-квартира дочірньої компанії POSCO Daewoo в м. Сонгдо

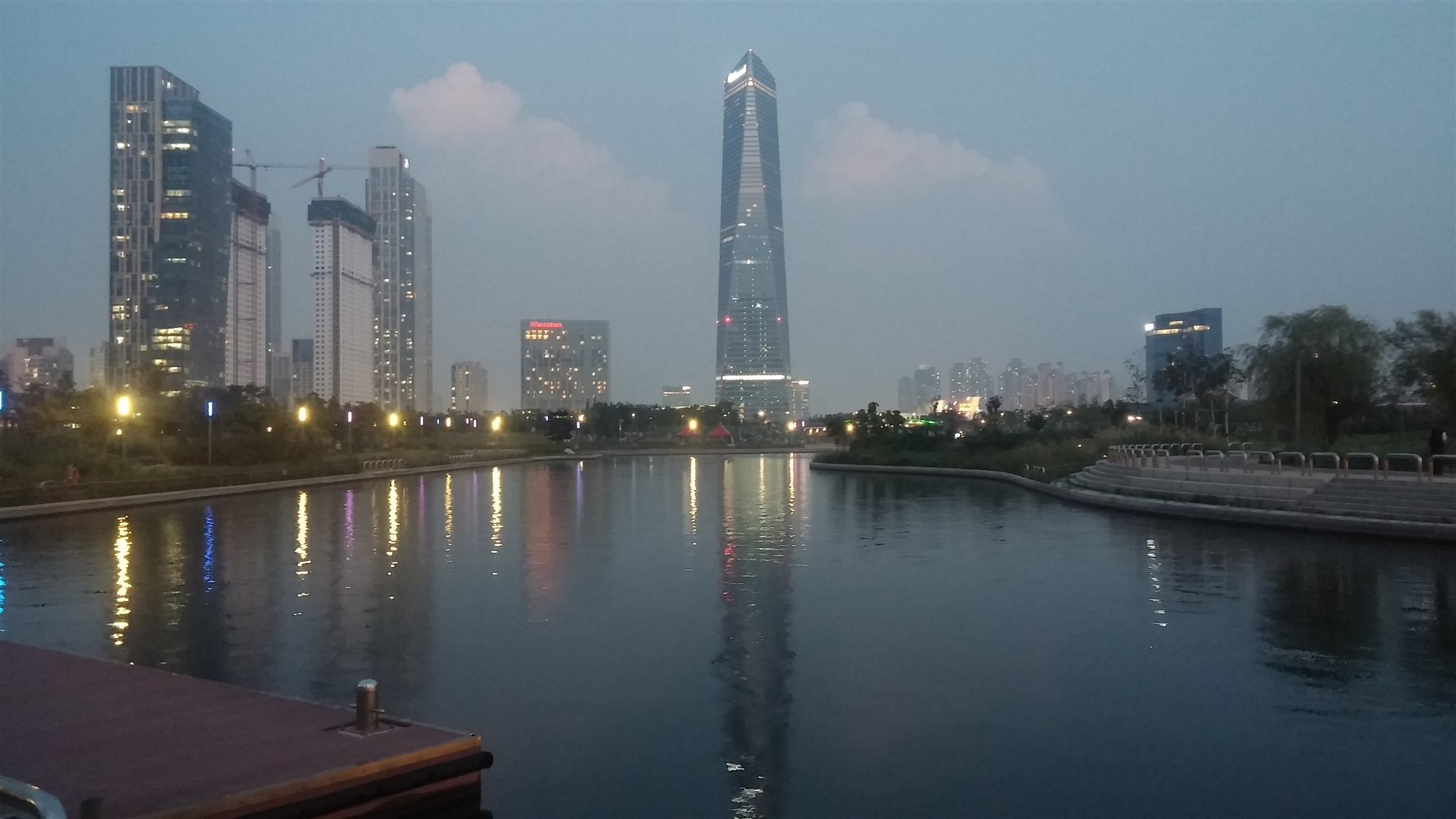
Штаб-квартира дочірньої компанії POSCO Daewoo в м. Сонгдо

Проектування та будівництво
- POSCO E&C
- POSCO PlantEC
- POSCO A&C
- POSCO Engineering

Інформаційні технології
- POSCO ICT

Енергетика
- POSCO Energy
- POSCO LED
- POSCO Green Gas Technology

Хімічна промисловість
- POSCO Chemtech
- POSCO M-Tech
- PNR
- POSCO ESM

Інші напрямки діяльності
- POSMATE
- POSCO Terminal
- NtoB
- POSCO Research Institute
- POSCO Capital
- POREKA
- POSCO Humans
- POSCO Group UniversityФК Пхохан Стілерс — переможець Ліги чемпіонів АФК 2009 року

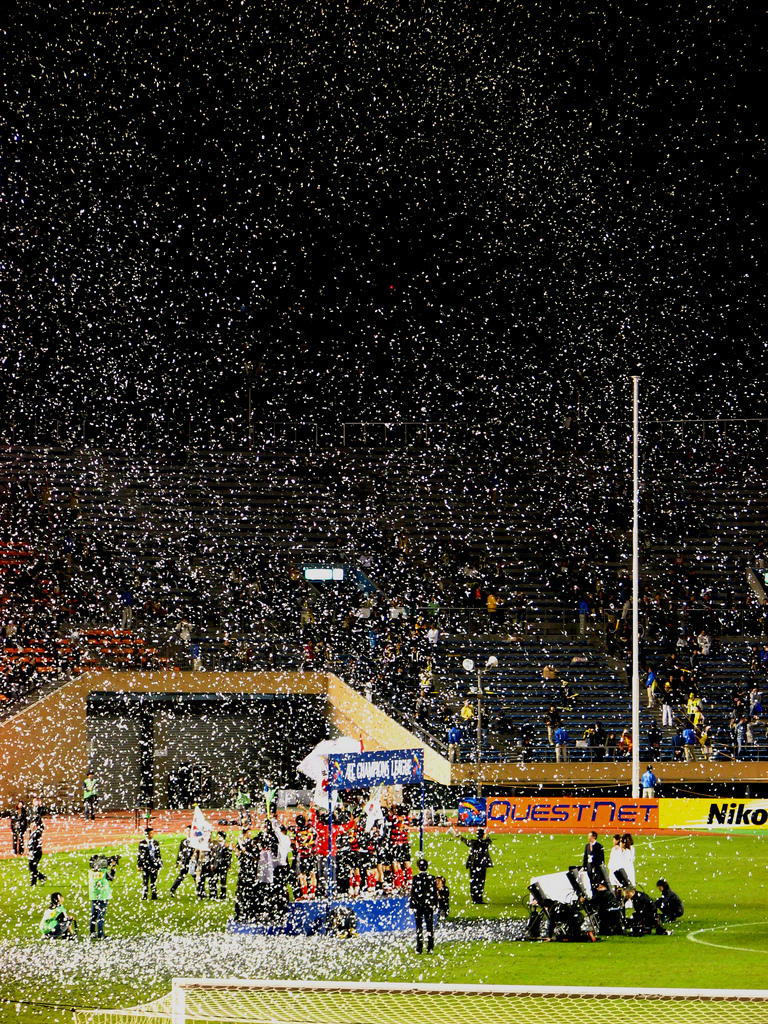
ФК Пхохан Стілерс — переможець Ліги чемпіонів АФК 2009 року

Дочірні компанії поза межами Республіки Корея
Закордонні офіси
Європа
- POSCO Europe (Дюссельдорф, Німеччина)

Азія
- POSCO Mongolia (Улан-Батор, Монголія)
- POSCO Dubai (Дубай, ОАЕ)
- POSCO Western Australia (Перт, Австралія)

Америка
- POSCO Rio de Janeiro (Ріо-де-Жанейро, Бразилія)
- POSCO Argentina (Жужуй, Аргентина)

Виробництва
Китай

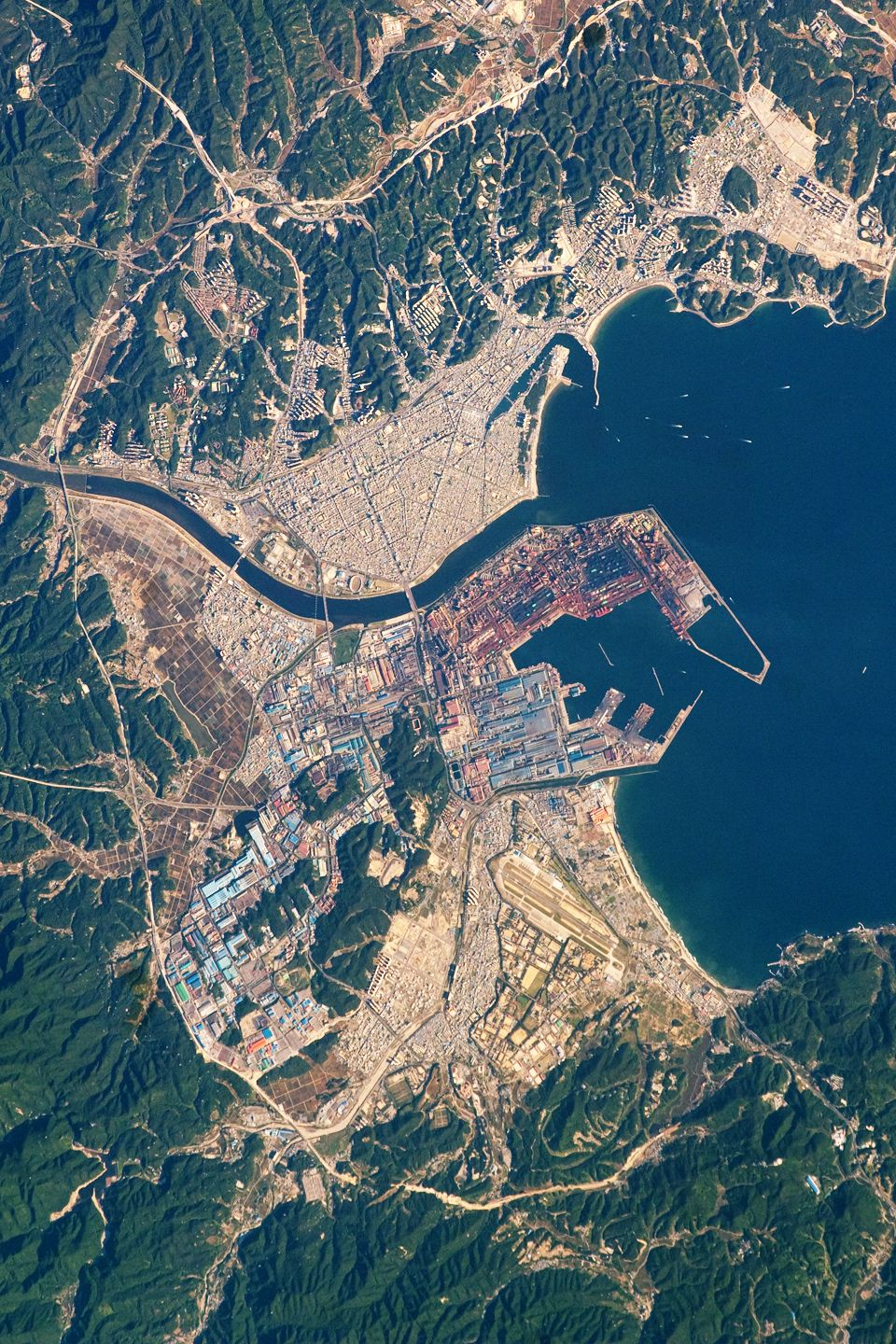
м. Пхохан з металургійним заводом POSCO (в центрі)

- Zhangjiagang Pohang Stainless Steel
- Qingdao Pohang Stainless Steel
- POSCO (Guangdong) Automotive Steel
- POSCO (Guangdong) Coated Steel
- ZHONGYUE POSCOTinplate Industrial
- POSCO China Liaoning Cold-rolled plate
- POS-SEAH Nantong

Південносхідна Азія
- PT Krakatau Posco (Чілєгон, Індонезія)
- POSCO-Vietnam (Vung Tau, В'єтнам)
- POSCO-VST (Хошимін, В'єтнам)
- VPS (Hai Phong, В'єтнам)
- POSCO SS VINA (Vung Tau, В'єтнам)
- POSCO Thainox (Бангкок, Таїланд)
- POSCO-TCS (Rayong, Таїланд)
- POSCO-Malaysia (Klang, Малайзія)
- POSCO-Myanmar (Янгон, М'янма)

Південнозахідна Азія
- POSCO-Maharashtra (Індія)
- POSCO-ESI (Індія)
- POSCO ASSAN TST (Туреччина)

Америка
- POSCO-Mexico (Альтаміра, Мексика)
- UPI, USS-POSCO Industries (Піттсбург, США)
- USP, United Spiral Pipe (Піттсбург, США)
- CSP, Companhia Siderúrgica do Pecém (Форталеза, Бразилія)

Сервісні центри
Європа
- POSCO-PWPC (Кобежице, Польща)
- POSS-SLPC (Водеради, Словаччина)
- POSCO-ITPC (Vallese Oppeano, Італія)

Китай
- POSCO-CCPC (Чунцін)
- POSCO-CDPC (Чунцін)
- POSCO-CDPPC (Далянь)
- POSCO-CFPC (Фошань)
- POSCO-CJPC (Цзілін)
- POSCO-CLPC (Шеньян)
- POSCO-CSPC (Сучжоу)
- POSCO-CTPC (Тяньцзінь)
- POSCO-CWPC (Уху)
- POSCO-CYPC (Яньтай)

Японія
- POSCO-JEPC (Тойохасі, Японія)
- POSCO-JWPC (Осака, Японія)

Південносхідна Азія
- POSCO-IJPC (Karawang, Індія)
- POSCO-MKPC (Куала-Лумпур, Малайзія)
- POSCO-TBPC (Бангкок, Таїланд)
- POSCO-VHPC (Хошимін, В'єтнам)
- POSCO-VNPC (Ханой, В'єтнам)

Південнозахідна Азія
- POSCO-ICPC (Ченнаї, Індія)
- POSCO-IDPC (Делі, Індія)
- POSCO-IPPC (Пуне, Індія)
- POSCO-IAPC (Ахмедабад, Індія)
- POSCO-TNPC (Бурса, Туреччина)

Америка
- POSCO-AAPC (McCalla, США)
- POSCO-MAPC (Аґуаскальєнтес, Мексика)
- POSCO-MPPC (Пуебла, Мексика)
- POSCO-MVWPC (Селайя, Мексика)

Сировинні корпорації
Африка
- POSCO-Africa (Йоганнесбург, ПАР)

Азія
- POSCO-Australia (Сідней, Австралія)
- NMC (Нумеа, Нова Каледонія)
- PT.PRI (Джакарта, Індонезія)

Америка
- POSCO-Canada (Ванкувер, Канада)

Фінансові корпорації
Азія
- POSCO-Asia (Гонконг)
- POSCO-Investment (Гонконг)

Дистрибуція
Європа
- POSCO-ESDC (Копер, Словенія)

Азія
- POSCO-ISDC (Пуне, Індія)

Америка
- POSCO-MESDC (Альтаміра, Мексика)

Представництва
Європа
- POSCO-RUS (Москва, Росія)
- Представництво у Worldsteel (Брюссель, Бельгія)

Азія
- POSCO-China (Пекін, КНР)
- POSCO-India (Делі, Індія)
- POSCO-Japan (Токіо, Японія)
- POSCO-SouthAsia (Бангкок, Таїланд)

Америка
- POSCO-America (Fort Lee, США)
- POSCO-Uruguay (Cerro Largo, Уругвай)

## POSCO в Україні
В Україні корпорація POSCO представлена офісом дочірньої компанії POSCO DAEWOO в м. Київ.